# Klotrimazol

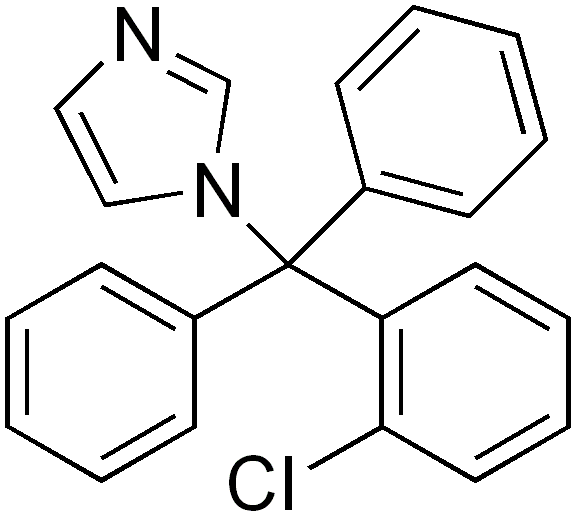
Strukturformel

Klotrimazol är ett ämne som motverkar tillväxt av svampar, och som utnyttjas som aktiv substans i läkemedel, bland annat mot fotsvamp.